# Carex vulpinoidea
Carex vulpinoidea — многолетнее травянистое растение, вид рода Осока (Carex) семейства Осоковые (Cyperaceae).

## Ботаническое описание
Стебли утолщённые.
Перепончатая сторона листовых влагалищ обычно поперечно-морщинистая или пурпурно-точечная.
Колоски андрогинные (нижние иногда пестичные), многочисленные, многоцветковые, скученные по нескольку на укороченных веточках, образующих крупное, обычно густое колосовидно-метельчатое (редко головчатое) соцветие.  Мешочки 3,5—6 мм длиной, плоско-выпуклые, кожистые или перепончатые, с жилками, внизу с губчатыми стенками, зрелые возможно сильно отклонённые от оси колоска, с едва или явственно двузубчатым носиком. Кроющие листья чешуевидные, нижние иногда с удлинёнными щетиновидными верхушками или узколинейные.
Плод полностью заполняет мешочек.
Вид описан из Северной Америки.

## Распространение
Европа (заносное); Северная Америка.
Растёт на болотистых местах.
Это распространённое в Северной Америке растение, известно в качестве заносного в Англии, Голландии, Франции, Швейцарии, Чехии, Словакии и Польше.